# Grace Davie
Grace Riestra Claire Davie (* 2. September 1946) ist eine britische Religionssoziologin und professor emeritus an der University of Exeter. Sie ist Autorin des Buchs Religion in Britain Since 1945: Believing Without Belonging.

## Werdegang
Davie wuchs in Cambridge auf und besuchte eine Mädchenschule. Sie erwarb 1967 einen B.A.-Abschluss in Soziologie an der University of Exeter, wo ihr Schwiegervater Donald Davie Englische Literatur lehrte, und 1975 den PhD an der London School of Economics mit einer Dissertation über die französische protestantische Rechte vor 1945. Ab 1987 war sie in Exeter auf verschiedenen Positionen tätig, ab 2003 als Professorin, 2011 trat sie in den Ruhestand. Von 2000 bis 2001 war sie Kerstin-Hesselgren-Professorin an der Universität Uppsala. Dort erhielt sie den Ehrendoktor in Theologie 2008. Sie ist mit dem Italienisch-Dozenten Mark Davie verheiratet und hat drei Söhne.
2018 wurde sie zum Mitglied der Academia Europaea gewählt.

## Werk
In Religion in Britain Since 1945 (1994) prägte sie den Ausdruck „believing without belonging“ für das Verhältnis von Religion und Säkularisierung im Vereinigten Königreich. Die Menschen bleiben auch ohne Zugehörigkeit zu einer Gemeinschaft in gewissem Sinn religiös. Eine Fallstudie für Liverpool belegte dies. Damit stand sie inmitten der Debatte um die unausweichliche Säkularisation in der Moderne, die für die USA von Rodney Stark bestritten wird. Davie kehrte die Theorie um, indem Europa die Ausnahme darstelle von der übrigen Welt, wo die Religion wachse. In der Studie von 2015 (A Persistant Paradox) stellte sie nach 20 Jahren Veränderungen in der religiösen Praxis fest: Die von der Church of England geprägten Aktivitäten auf dem Land hätten abgenommen, dafür diverse Aktivitäten in der Stadt zugenommen, auch weil dort viele Minderheiten aus dem globalen Süden lebten. Schottland und Wales erlebten eine starke Säkularisierung.

## Schriften
- Religion in Britain since 1945, 1994, ISBN 978-0-631-18443-0
- Religion in Modern Europe (2000)
- Europe: the Exceptional Case (2002)
- mit Peter L. Berger: Religious America, Secular Europe?: A Theme and Variations, 2008, ISBN 978-0-7546-6011-8
- The Sociology of Religion (2013)
- Religion in Britain: A Persistent Paradox (2015)[7]
- Religion in Public Life: Levelling the Ground. Abgerufen am 23. Juli 2022.

## Einzelbelege
1. ↑  Interview: Grace Davie, sociologist of religion. In: Church Times. März 2016, abgerufen am 23. Juli 2022 (englisch).
2. ↑  Abby Day, Mia Lövheim: Modernities, Memory and Mutations: Grace Davie and the Study of Religion. Routledge, 2016, ISBN 978-1-317-09448-7 (google.de [abgerufen am 24. Juli 2022]).
3. ↑  Professor Grace Davie | Sociology, Philosophy and Anthropology | University of Exeter. Abgerufen am 23. Juli 2022.
4. ↑  Eintrag auf der Internetseite der Academia Europaea
5. ↑  Alison Park, National Centre for Social Research: British social attitudes : perspectives on a changing society : the 23rd report. [2006/2007 ed.]. SAGE, London 2007, ISBN 978-1-84860-606-7.
6. ↑  BROWN, Callum G. (2004): Rezension zu Europe. The exceptional case: Parameters of faith in the modern world by Grace Davie, The Journal of Ecclesiastical History, vol. 55, no. 2, pp. 442–443.
7. ↑  The Cadbury Lectures 2016. Abgerufen am 23. Juli 2022 (britisches Englisch).

| Personendaten    | Personendaten                 |
| ---------------- | ----------------------------- |
| NAME             | Davie, Grace                  |
| ALTERNATIVNAMEN  | Davie, Grace Riestra Claire   |
| KURZBESCHREIBUNG | britische Religionssoziologin |
| GEBURTSDATUM     | 2. September 1946             |